# Carli de Murga
Carlos Alberto Martínez De Murga Olaivar (ur. 30 listopada 1988 w El Puerto de Santa María) – filipiński piłkarz grający na pozycji obrońcy w Ceres FC.
De Murga urodził się w Hiszpanii, dlatego też od najmłodszych lat rozwijał się w hiszpańskich klubach. Po latach gry w juniorskich zespołach Cádiz CF, w 2006 roku został przesunięty do drugiego zespołu. W Hiszpanii grał także w Atlético Sanluqueño oraz w Racingu Portuense. W 2012 roku wyjechał z Hiszpanii do swojej ojczyzny by grać w barwach Global FC. Po dwóch sezonach został zawodnikiem Ceres FC. Z tym klubem został dwukrotnie mistrzem kraju - w 2017 i 2018 roku. 
W reprezentacji Filipin zadebiutował 30 września 2011 roku w zremisowanym 3:3 meczu z reprezentacją Hongkongu. De Murga rozegrał całe spotkanie. Pierwszego gola w kadrze zdobył 12 czerwca 2012 roku w wygranym 3:0 spotkaniu z reprezentacją Guamu. Wpisał się na listę strzelców w 11. minucie. Znalazł się w kadrze Filipin na Puchar Azji 2019.